# 鄭昭盛
鄭昭盛（：／ Chung So-sung，1944年2月11日—2020年10月24日），男，庆尚北道奉化人，韩国小说家。檀國大學教授。

## 生平
1944年生于庆尚北道奉化郡。1974年首爾大學法国文学系研究生毕业，赴法国格勒诺布尔第三大学深造，获文学博士学位。回国后曾在全北大学和全南大学任教。1979年至2009年，担任檀國大學法国文学系教授。
1977年在《现代文学》上发表短篇小说《疾走》和《失去的黄昏》，初露文坛。1985年《驶向雅典的船》获东仁文学奖，同年《热气腾腾的江水》获第一届尹东柱文学奖。
2020年10月24日逝世。